# Koszary w Żółkwi
Koszary w Żółkwi – kompleksy koszarowe znajdujące się na terenie garnizonu Żółkiew.

## Charakterystyka
Na terenie garnizonu żółkiewskiego w okresie II Rzeczypospolitej funkcjonowały dwa kompleksy koszarowe. Były to Koszary im. Stanisława Żółkiewskiego na południowym skraju miasta i Koszary im. Jana III Sobieskiego na północnym jego skraju. W 1921 kompleksy te zajmowały pododdziały 6 pułku strzelców konnych im. Hetmana Wielkiego Koronnego Stanisława Żółkiewskiego.
Koszary Sobieskiego stanowił zespół budynków XVI wiecznego klasztoru dominikanek (dzisiaj ul. Łesi Ukrajinky 26), ufundowany przez króla Jana III Sobieskiego. Po I rozbiorze Rzeczypospolitej władze austriackie przekształciły klasztor w koszary. Pojemność koszar określono na szwadron jazdy. Był to jeden budynek mieszkalny, dwie stajnie i wybudowana później kryta ujeżdżalnia.
Koszary Żółkiewskiego wzniesione zostały w całości przez Austriaków w rejonie obecnych (2019) ulic: Doroszenka – Wojiniw UPA – Swiatoji Trijci. Ich pojemność określono na cztery szwadrony jazdy. Do 1914 w obu kompleksach kwaterował austriacki 15 pułk dragonów. 
Obecnie (2019) Koszary Sobieskiego zajmowane są przez biura firm i punkty usługowe, a ujeżdżalnia stoi pusta i niszczeje. W Koszarach Żółkiewskiego, w jednym budynku ulokowano sąd, a część zabudowy zajmuje Wydzielony Oddział Przechowywania Artykułów Spożywczych, Techniki i Sprzętu 124 Połączonego Centrum Zabezpieczenia Tyłów. Krytą ujeżdżalnię przekształcono zaś w nowoczesną halę sportową do tenisa stołowego. Pozostałe budynki stoją nieużytkowane.